# Língua kerenci
Kerinci (Karinchi ou Kincai; em malaio:  Bahasa Kerinci) é uma língua Malaia falada na província de Jambi, Sumatra, especialmente em Kerinci e em  Sungai Penuh, por cerca de 290 mil falantes. Tem muitos dialetos, sendo os principais Ulu, Mamaq, Akit, Talang e Sakei.
O Malaio Lempur e o Rantau Panjang, dois recentemente identificados dialetos da língua malaia usados no oeste de Jambi, têm características similares ao Kerenci e ao Malaio de Jambi.
Van Reijn (1974) observou que o Kerinci compartilha características fonológicas com as línguas austronésias, tais como a estrutura sesquissilábica de palavras e o mesmo inventário de vogais.

## Escrita
A escrita Incoungi ou Kakanga é um abugida escrito na horizontal, da esquerda para a direita, usada desde o século XIV para escrever o Kerenci. Ela se assemelha ao Lontara.
Era escrita em bambus, chifres, casca e folhas de palmeira. Usa-se hoje em sinais de trânsito, em instalações governamentais e em sobre bugigangas turísticas.
São 30 letras e 7 diacríticos (para I – 3 modos; U, E, O, OU). O A é a vogal padrão. 

## Amostra de texto
Transliterado
Kamai bangga basuhat incoung, idak uhang kincai kalau dak pandai manulih incoung.
Português
Somos orgulhosos da escrita Incoung, não pretenda ser uma pessoa nativa Kerinci se não puder escrever com em Incoung